# سیارک ۱۱۴۹۸۷
سیارک ۱۱۴۹۸۷ (به انگلیسی: 114987 Tittel، نامگذاری:2003QW68) صد و چهارده هزار و نهصد و هشتاد و هفتمین سیارک کشف شده‌است که در ۲۶ اوت ۲۰۰۳ کشف شد.